# Alicia Durán
Alicia Durán Carrera (Neuquén)  es una física e investigadora hispano-argentina, especializada en el estudio de los vidrios y las vitrocerámicas. En 2023, fue galardonada con el Fray International Sustainability Award por su liderazgo en el desarrollo de tecnologías que promueven el desarrollo sostenible.

## Trayectoria
Se licenció en física en la Universidad Nacional de Córdoba (Argentina) en 1974. Durante su juventud participó activamente en el movimiento sindical, y tras el Golpe de Estado de 1976 se exilió en España, donde se estableció gracias a una beca dirigida a descendientes de españoles. En 1978, se incorporó al Instituto de Cerámica y Vidrio del Consejo Superior de Investigaciones Científicas (CSIC) para realizar su doctorado. En 1984, se doctoró en ciencias físicas por la Universidad Autónoma de Madrid con la tesis titulada Influencia de la incorporación de óxido de cobre en vidrios.
Desde entonces ha desarrollado su carrera científica en el CSIC, donde es profesora de investigación. Su labor se ha centrado en el diseño, procesado y aplicaciones de vidrios y vitrocerámicas, especialmente en los campos de la energía y el medioambiente. Ha estudiado también sus propiedades ópticas, mecánicas, térmicas, eléctricas y químicas.
Entre 2002 y 2016, fue tesorera de la Comisión Internacional del Vidrio (ICG por sus siglas en inglés), un organismo que agrupa a las principales entidades dedicadas al estudio y aplicación de este material, y del que también fue presidenta de 2018 a 2021. Desde esta posición, impulsó la propuesta que llevó a la Asamblea General de las Naciones Unidas a declarar 2022 como el Año Internacional del Vidrio, una iniciativa destinada a visibilizar el papel fundamental que este material ha desempeñado en el desarrollo científico, tecnológico y cultural de la humanidad.
Además de su actividad investigadora, ha participado activamente en la vida sindical del CSIC a través de Comisiones Obreras (CCOO), defendiendo los derechos laborales del personal investigador, técnico y de gestión, e impulsando medidas de igualdad en la institución. Fue miembro de la Comisión de Mujer y Ciencia del CSIC, desde la que promovió políticas de paridad en los procesos de selección y promoción del personal científico.

## Reconocimientos
En 1988, la Comisión Internacional del Vidrio concedió a Alicia Durán Carrera el Premio Gottardi para jóvenes investigadores en vidrio. Años más tarde, en 2019, recibió el Premio Phoenix, otorgado por la industria internacional del vidrio, que reconoce aportaciones relevantes a la investigación y desarrollo en este campo.
En 2022, se convirtió en la primera investigadora española en recibir el Premio Otto Schott, otorgado por la fundación alemana Ernst Abbe y que se otorga a quienes han contribuido de manera significativa al avance del conocimiento y la innovación tecnológica en torno al vidrio. Al año siguiente, en 2023, fue galardonada con el Fray International Sustainability Award por su liderazgo en el desarrollo de tecnologías que promueven el desarrollo sostenible a nivel global en aspectos ambientales, económicos y sociales.